# Route Vendéenne
La Route Vendéenne est une course cycliste française qui se déroule au mois de juin dans le département de la Vendée. Créée en 2023, cette compétition est organisée sur plusieurs étapes,,. Elle fait partie du calendrier national de la Fédération française de cyclisme.
La première édition est remportée par Pierre Thierry, devenu ensuite professionnel chez Arkéa-B&B Hotels. 

## Palmarès
| Année | Vainqueur      | Deuxième        | Troisième     |
| ----- | -------------- | --------------- | ------------- |
| 2023  | Pierre Thierry | Baptiste Gillet | Yoann Paillot |
| 2024  | Clément Petit  | Killian Théot   | Jonas Geens   |
| 2025  | Alan Villemin  | Guillaume Adam  | Léandre Huck  |